# Юлиан Померий
Юлиан Померий (лат. Julianus Pomerius) — христианский писатель V века, грамматик и ритор, учитель Цезария Арелатского. Основной труд Померия, «De vita contemplativa», длительное время приписывавшийся Просперу Аквитанскому, оказал значительное влияние на богословов каролингской эпохи.

## Биография и труды
О жизни Померия известно очень мало. Родившись в Северной Африке, он покинул её, вероятно, по причине гонений на халкидонитов в королевстве вандалов. Отклонив предложения Руриция Лиможского и Эннодия Павийского поселиться в их городах, Померий обосновался в Арелате (современный Арль). Там он был рукоположен в священники епископом Эонием (умер в 502). По свидетельству Руриция и псевдо-Геннадия Массилийского, Померий вёл аскетический и высокодуховный образ жизни. В то же время Померий был преподавателем грамматики и риторики, пользуясь уважением и покровительством знатных горожан. Около 497 года его учеником стал будущий знаменитый епископ Цезарий Арелатский. Житие Цезария не даёт точных указаний относительно времени их знакомства и сообщает лишь, что однажды юному священнику приснился сон, призывающий отвергнуть мирскую мудрость учителя ради монашеской простоты. По мнению биографа Цезария, У. Клингширна, такое противопоставление автора жития ошибочно, и изложенные в «De vita contemplativa» идеи Померия на церковную реформу соответствовали собственным взглядам арелатского епископа на программу переустройства церкви и распространения христианства.
Померий был автором следующий трудов:
- «De natura animae» в восьми книгах, сохранился фрагментарно;
- «De virginibis instituendis», утрачена;
- «De contemptu mundi ac rerum transiturarum», утрачена;
- «De vita contemplativa» в трёх книга, сохранилась полностью.

Трактат «De vita contemplativa» был написан либо в последние годы V века, либо в самом начале VI века. Померий скончался вскоре после его написания.

## «De vita contemplativa»
Несмотря на то, что ещё Исидор Севильский знал об авторстве Померия, между VI и началом VIII века «De vita contemplativa» начали ошибочно атрибутировать Просперу Аквитанскому (умер около 460). Трактат цитируется в предназначенных для регулярных каноников руководствах — «Regula Canonicorum» Хродеганга Мецкого (ок. 755) и принятом на Ахенском соборе 816 года «Institutio canonicorum». В обоих случаях текст приписан «sanctus Prosper», причислявшемуся в Средние века к Отцам церкви. Авторство Померия предположил в XVII веке иезуит Жак Сирмон, обративший внимание, что в книге Иларий Арелатский (около 403—449) назван давно скончавшимся. Позднее кардинал Энрико Норис привёл дополнительные аргументы, на основании того, что Проспер, известный сторонник учения о благодати Августина, вряд ли бы так хвалил придерживавшегося противоположных взглядов Илария. В целом, августинианство в «De vita contemplativa» носит более умеренный характер, нежели в трудах Проспера. Также Норрис отметил многочисленные стилистические отличия. Наконец, древнейшие из обнаруженных Сирмоном рукописей указывают на авторство Померия.
Хотя «De vita contemplativa» как правило называют трактатом, формально произведение является диалогом, и построено в форме ответов на вопросы некоего епископа Юлиана, возможно, вымышленного. Проблематика произведения связана с участившимися к концу V века обвинениями епископов и духовенства Галлии в жадности, злоупотреблениях властью, пренебрежении пастырскими обязанностями и неподобающих аристократических привычках. Причину такого положения вещей современники видели в избрании не достаточно подготовленных кандидатов на пост епископа — нередки были случаи, когда минуя промежуточные ступени диоцез возглавлял аристократ-мирянин. В начале V века Сульпиций Север сетовал, что епископская должность стала предметом порочных амбиций. Часто епископов обвиняли в отказе исполнять стандартные обязанности про поддержке бедный и чтению проповедей, и папа Целестин I просил галльских епископов дозволять своим священникам проповедовать, если не способны это делать сами. Для преодоления кризиса свои варианты предлагали клирики, монахи и светские власти. Епископы Рима настаивали на избрании епископов из священников, монахи рекомендовали избирать людей известных своим аскетизмом и праведной жизнью, а со стороны светских властей был запрос на кандидатах, способных обеспечить материальные и политические интересы общины. Одно из решений было предложено в каноническом сборнике второй половины V века Statuta ecclesiae antiqua.
В своём трактате Померий выдвинул программу радикального преобразования пастырского служения, предложив, чтобы епископы и духовенство придерживались монашеского образа жизни. По мнению автора, идеал созерцательной жизни достигается не удалившимися от мира монахами, а теми, кто сочетает молитву и деятельность в мире. Для его достижения Померий призывает епископов постоянно направлять свои мысли к Богу, изучать Писание и избегать мирских соблазнов, в то же время снабжать едой голодных и одеждой нагих, способствовать освобождению пленников. Епископы, которые пренебрегают активной помощью ближним ради учёных занятий, достойны осуждения. Померий предлагает ряд шагов, помогающих епископу перейти к созерцательной жизни — выступать перед священниками своей конгрегации с понятными проповедями, наставлять грешников словом и личным примером, даже если они могущественные аристократы, защищать своих клириков от притеснения знати. Во второй части своего трактата Померий конкретизирует своё понимание практической деятельности епископа, его vita actualis. Померий даёт советы по организации жизни конгрегации и поддержанию гармонии в диоцезе. По вопросу, должны ли священники отказаться от своего имущества и жить совместно, как то делали клирики Августина в Гиппоне, или же могут пользоваться своими доходами, получать материальную помощь от церкви и жить раздельно, как принято в большинстве церквей Галлии, Померий решительно склоняется к первому варианту. Церковь, по его мнению, должна использовать свои богатства на благо бедных, но епископы и клирики должны отказаться от своих богатств ради духовного совершенствования, по примеру Павлина Ноланского и Илария Арелатского. По возможности священники должны жить под присмотром своего епископа. В третьей части Померий даёт епископу советы о том, как и о чём проповедовать клирикам.

## Издания трудов
- Julianus Pomerius. The contemplative life / translated and annotated by sister Mary Josephine Suelzer. — Westminster, Md. : Newman Bookshop, 1947. — 220 p.